# Адипокін
Адипокіни, або адипоцитокіни (грец. adipo-, жир; cytos-, клітина; та -kinos, рух) — це цитокіни (білки клітинної сигналізації), що секретуються жировою тканиною. Деякі з них сприяють розвитку запалення, пов'язаного з ожирінням, або розвитку метаболічного синдрому — сукупності захворювань, включаючи, але не обмежуючись, діабет 2-го типу, серцево-судинні захворювання та атеросклероз. Першим адипокіном, відкритим у 1994 році, був лептин. З того часу було відкрито сотні адипокінів.

## Представники
- Лептин
- Адипонектин
- Апелін
- Хемерин
- Інтерлейкін-6 (IL-6)
- Моноцитарний хемотаксичний білок-1 (MCP-1)
- Інгібітор активатора плазміногену-1 (PAI-1)
- Ретинолзв'язуючий білок 4 (RBP4)
- Фактор некрозу пухлини[4]
- Вісфатин
- Оментін
- Васпін (SERPINA12)
- Програнулін
- CTRP-4

Було показано, що інтерлейкін 8 (IL-8), інтерлейкін 10 (IL-10), інтерферон гамма (IFN-γ) та індукований білок 10 (IP-10 або CXCL10) пов'язані з надмірною масою тіла.